# 湖潮站
湖潮站是位于贵州省贵安新区湖潮苗族布依族乡的一个铁路车站，邮政编码550028。车站建于1960年，有沪昆铁路、湖雍铁路经过该站，现办理客货运业务，车站及其上下行区间均已电气化。车站距离贵阳站31公里，隶属成都铁路局，是四等站。
1. ↑  .   [2022-06-22].